# Stadsomwalling van Narbonne

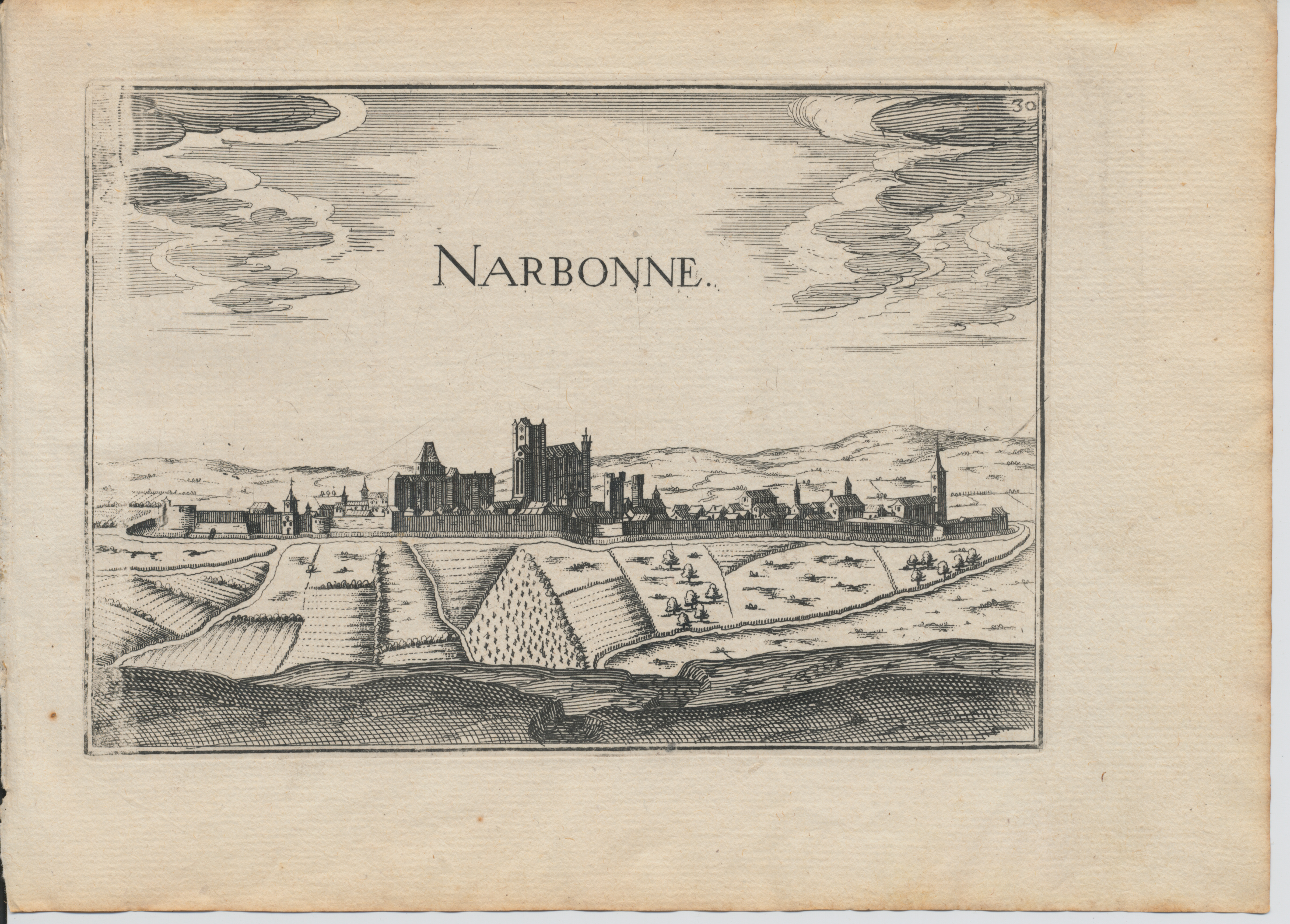
Narbonne in 1634

Van de laat-Romeinse tijd tot het einde van de 19e eeuw had de Zuid-Franse stad Narbonne een stadsomwalling. Vanaf 1868 werd de 16e-eeuwse stadsomwalling afgebroken.

## Romeinse omwalling

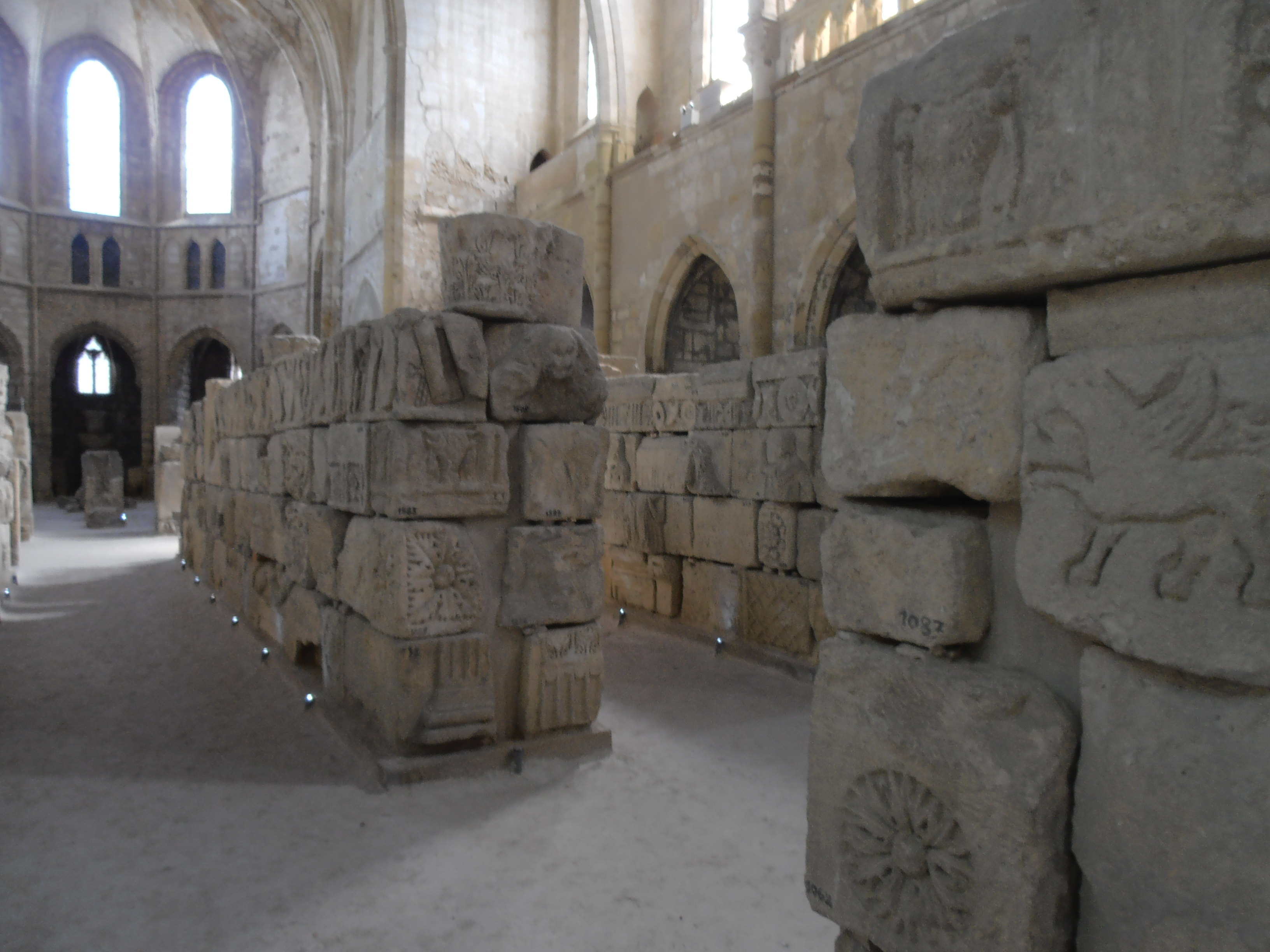
Lapidrium in de kerk Notre-Dame de Lamourguier

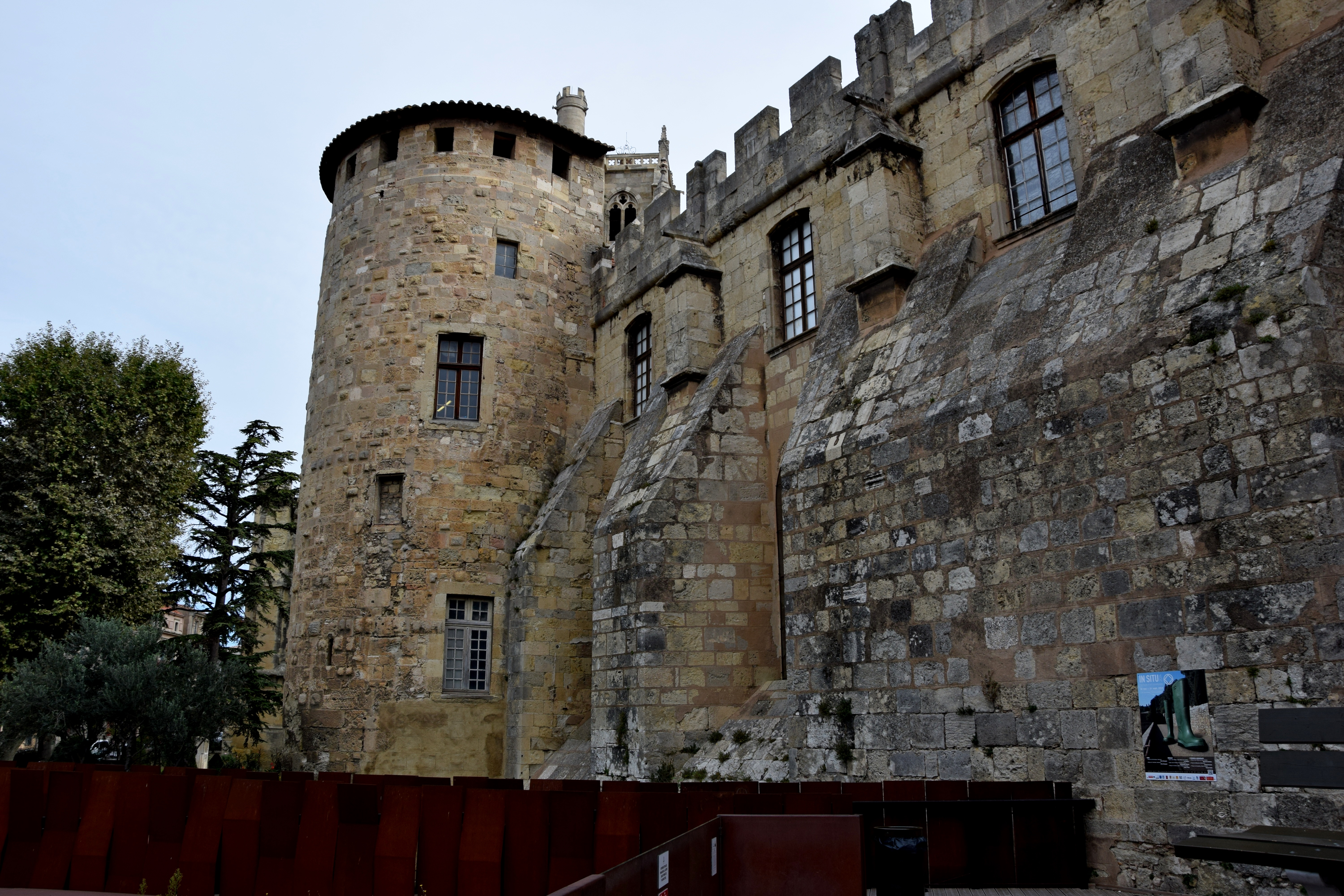
Muur en toren van het Paleis van de aartsbisschoppen

Narbonne werd in 118 v.Chr. gesticht door de Romeinen maar was in de eerste eeuwen van haar bestaan een open stad, zonder stadsmuur. Pas na de crisissen van de 3e eeuw kreeg de stad een verdedigingsmuur. Aan het einde van die eeuw werd enkel het centrum van de uitgestrekte stad ommuurd. De stadsmuur van 1.600 meter lengte werd blijkbaar in alle haast gebouwd, waarbij stenen van de necropolissen rond de stad werden gebruikt. De ommuurde stad lag op de linkeroever van de Aude en had een oppervlakte van ongeveer 17 ha. De muur telde twee poorten, een in het noorden en een in het zuiden die uitgaf op de Romeinse brug over de Aude. De noordelijke poort werd in de middeleeuwen Porte Royale genoemd, de zuidelijke Porte Aiguière. De muur zelf werd verdedigd met een onbekend aantal halfronde torens. Het forum en zijn tempel werden geïntegreerd in het noordelijk deel van de stadsmuur. Maar het provinciale heiligdom, het amfitheater en verschillende wijken vielen buiten de omwalling.
Delen van de Romeinse omwalling werden hergebruikt in de 16e eeuw en zijn zo overgeleverd. Het gaat om hergebruikte grafstenen. Een sectie van 35 meter lang en 7 meter hoog van de Romeinse stadsmuur is bewaard gebleven in de zuidelijke muur van het nieuwe aartsbisschoppelijk paleis. De 9 meter brede torens Tour du Grand Escalier en Tour des Archives van dit paleis hebben een Romeinse basis.
Narbonne werd belegerd en ingenomen door de Visigoten. Sidonius Apollinaris beschreef in de 5e eeuw de beschadigde stadsomwalling van de stad.

## Middeleeuwen
De Romeinse stadsmuur bleef in gebruik tijdens de middeleeuwen. Tijdens de economische bloei van de 12e en de 13e eeuw verschenen er nieuwe wijken buiten de oude ommuurde stad, de Cité, op de linkeroever van de Aude. Op de rechteroever groeide de verspreide bebouwing uit tot een stad, de Bourg, die op haar beurt ook werd ommuurd. Zo bestond Narbonne uit twee ommuurde steden die met elkaar verbonden waren door de oude Romeinse brug. Narbonne vormde wel een politieke eenheid, bestuurd door de aartsbisschoppen, burggraven en consuls.
De stadsmuur van de Cité bleef grotendeels ongewijzigd. Simon IV van Montfort liet tijdens de Albigenzische Kruistochten (1215-1220) bressen slaan in de stadsmuur om de stad te straffen voor haar verzet. Er werden ook nieuwe poorten geopend, waaronder de Porte Bisbale, de Porte de Laurac en de Porte de Villeneuve. De paleizen van de aartsbisschop en van de burggraaf werden tegen de stadsmuur aan gebouwd.
De stadsmuur van de Bourg werd gebouwd aan het begin van de 12e eeuw en omvatte een oppervlakte van ongeveer 15 ha. Binnen de stadsmuur lagen de twee parochies, van Sainte-Marie de Lamourguier en Saint-Paul, alsook het hospitaal Saint-Paul. Verschillende kloosters lagen echter buiten de stadsmuren. De muur bevatte verschillende halfronde torens en bezat vier stadspoorten: de Porte Raymond-Jean in het westen, de Porte del Cap del Pont in het noorden, de Porte Sainte-Marie Lamourguier in het oosten en de Porte Saint-Paul in het zuiden.
In 1355 werd Narbonne belegerd door het Engelse leger van de Zwarte Prins. Volgens de kronieken weerstond de oude Romeinse omwalling van de Cité wel aan herhaalde aanvallen, maar de nieuwe stadsmuur van de Bourg bleek minder robuust. De Franse koning en het stadsbestuur besloten daarop de stadsmuren te versterken. Deze werken, waarvoor aanvankelijk enkele jaren waren uitgetrokken, sleepten gedurende de hele 15e eeuw aan. Hierbij werden de omwallingen aangepast aan de nieuwe krijgstechnieken.

## Vestingstad

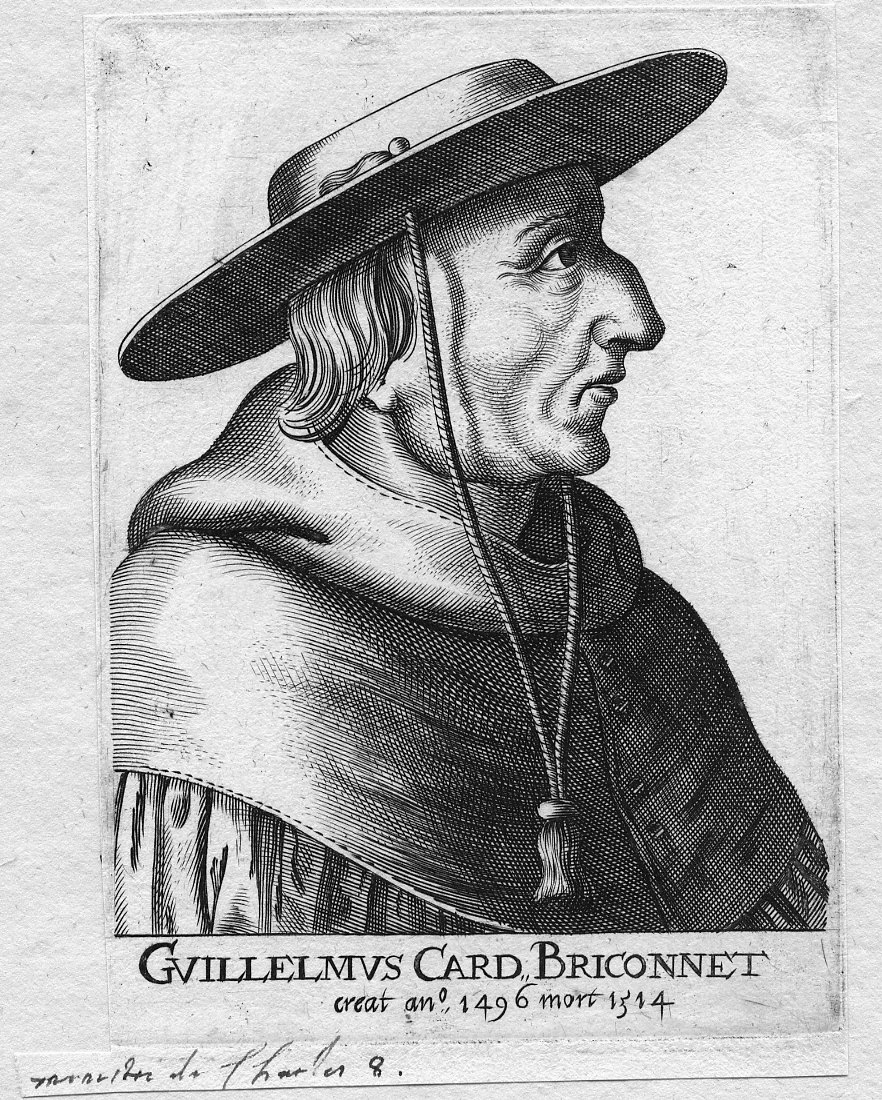
Kardinaal Guillaume Briçonnet

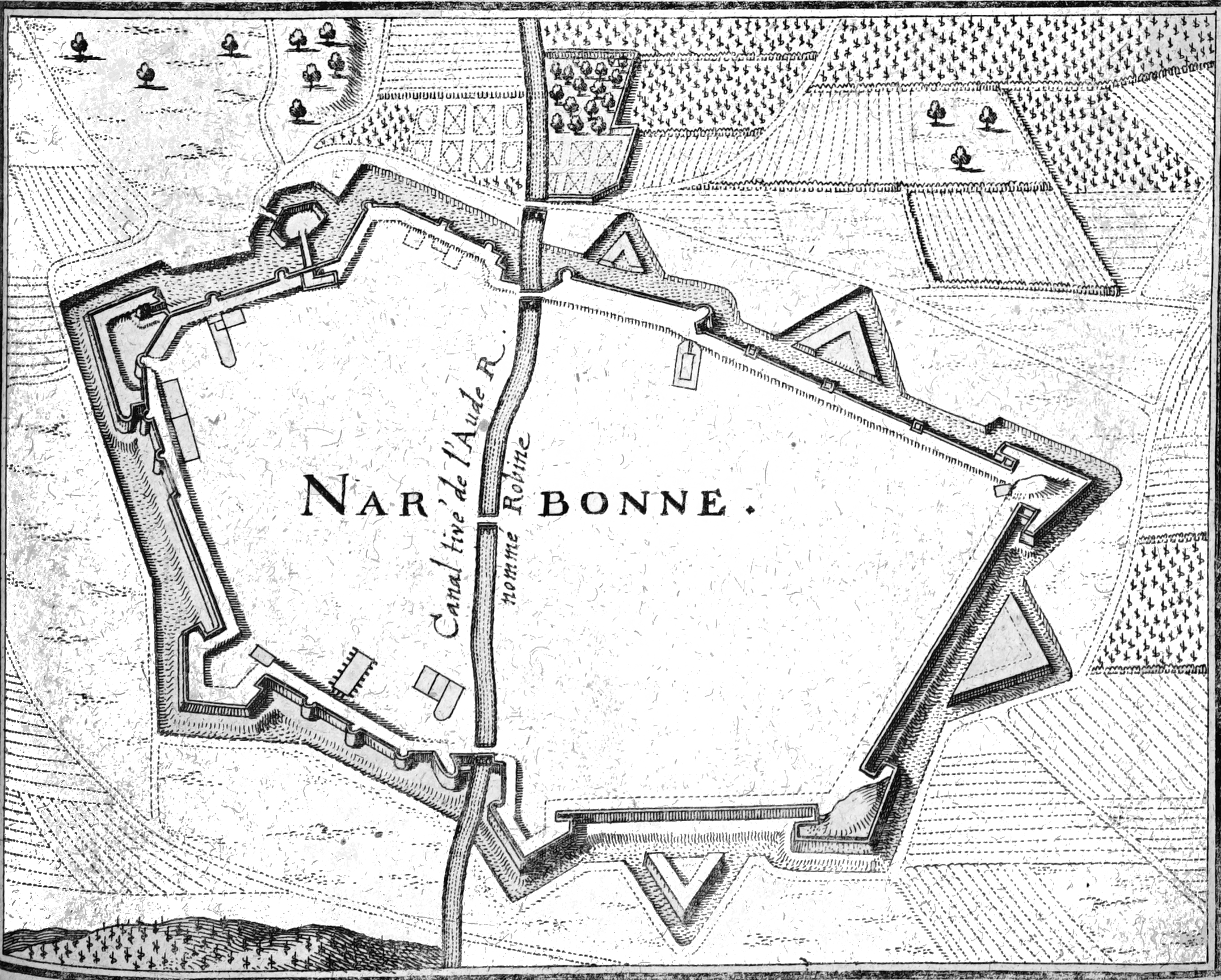
Stadsplan met de vestingswerken in 1657

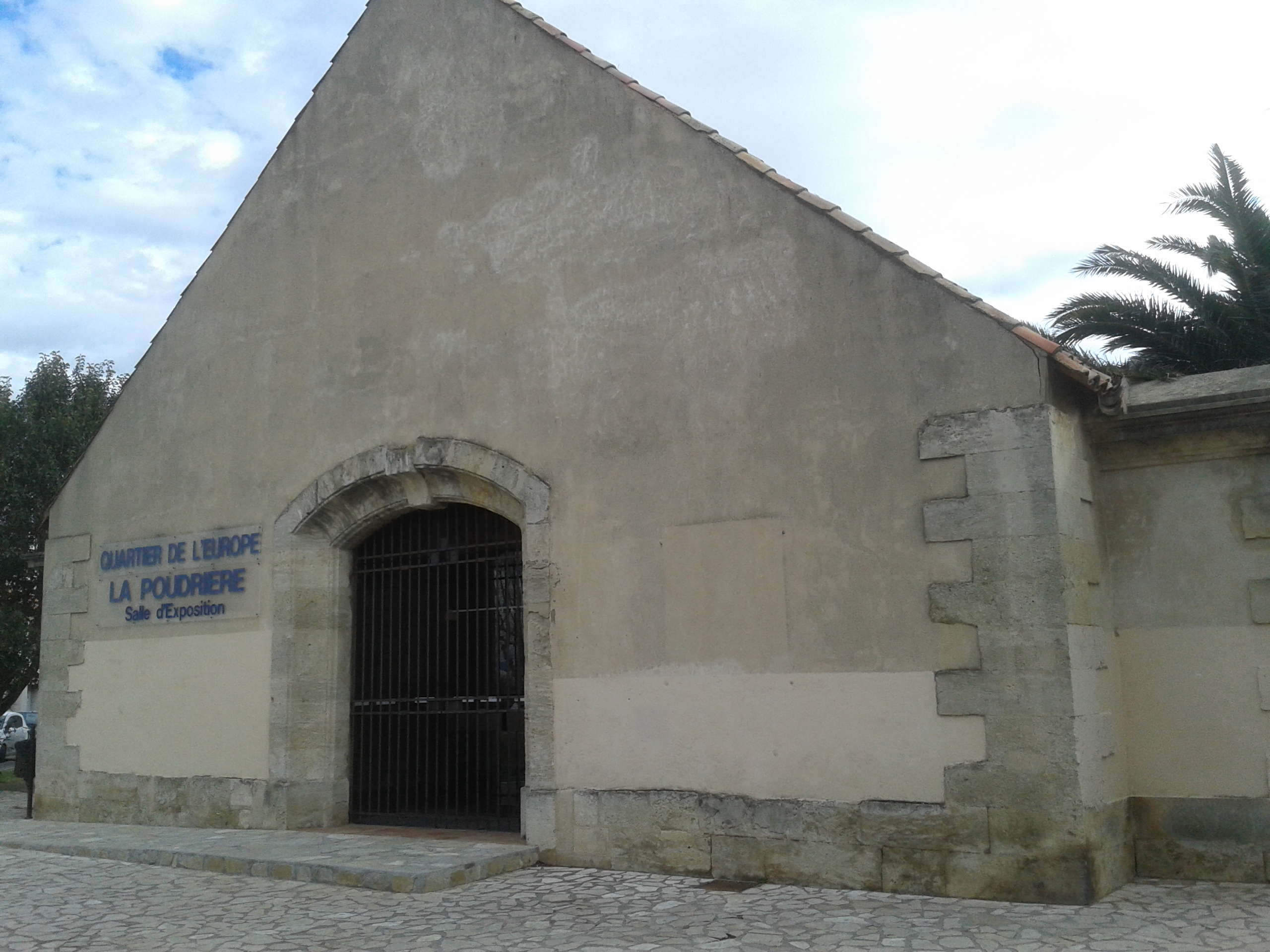
Poudrière, kruitmagazijn uit het begin van de 19e eeuw toen Narbonne nog een vestingstad was

Aan het einde van de 15e eeuw werd het verenigde Spanje een bedreiging voor het zuidwesten van Frankrijk. Roussillon werd Spaans en Narbonne werd een grensstad. In 1507 verwierf de Franse koning Lodewijk XII het burggraafschap van Narbonne met het doel om Narbonne uit te bouwen tot vestingstad. In 1512 werd zijn raadgever, kardinaal Guillaume Briçonnet, benoemd tot aartsbisschop en gouverneur van Narbonne. Grote delen van de oude stadsomwallingen werden afgebroken en buitenwijken en kloosters buiten de muren moesten verdwijnen. Voor de bouw van de nieuwe omwalling werd beroep gedaan op Italiaanse militaire ingenieurs zoals Anchise de Bologne, Fra Giocondo en Fabricio Siciliano. Zij introduceerden in Frankrijk het gebruik van bastions.
De nieuwe stadsmuur was 3.500 meter lang en omvatte een gebied van 46 ha op beide oevers van Robine (de vroegere Aude). De stadsmuur was twaalf tot dertien meter hoog en bestond uit een dubbele muur. Buiten de oude stadsmuren werd een nieuwe muur gebouwd en de ruimte ertussen werd opgevuld met aarde en stenen. De omwalling omvatte vijf bastions en drie grote torens met artillerie. Daarnaast waren er een tiental kleinere torens. Er waren twee grote stadspoorten. De Porte Royale in het noorden en de Porte Connétable in het zuidwesten waren beide uitgerust met een dubbele poort en een ophaalbrug. Daarbuiten lag een onbebouwd gebied waar de voormalige buitenwijken waren afgebroken. De buitenwijk Saint-Jaume en het karmelietenklooster op de rechteroever en de buitenwijk van Coyran op de linkeroever werden wel opgenomen in de nieuwe stadsomwalling. De nieuwe torens Tour de la Terrasse en Tour de la Citadelle op de linkeroever en Tour de la Reine op de rechteroever maakten de verbinding tussen de twee stadsdelen.
Onder koning Frans I werden vijf bastions gebouwd. Het bastion Saint-Cosme werd eerst gebouwd. Het was onregelmatig van vorm en een laatmiddeleeuwse toren werd in het bastion geïntegreerd. De bastions Saint-François en Saint-Félix waren symmetrisch met lange zijden van 60 en 70 meter lengte. Deze drie bastions op de linkeroever werden aangevuld met de bastions Montmorency en Damville op de rechteroever. Het bastion Damville werd als laatste afgewerkt in 1567 en heeft zijden van 120 meter. Ook op de rechteroever werd de Porte Saint-Paul, die te kwetsbaar werd geacht, afgebroken en een nieuwe Porte Raymond-Jean werd de enige toegangspoort tot de Bourg.
Aan het begin van de 17e eeuw werden de poorten Porte Connétable en Porte Royale afgebroken en volgens een nieuw ontwerp opnieuw gebouwd, nu met een ravelijn aan de buitenzijde. Ook kwamen nieuwe vestingwerken aan de buitenzijden: halve manen en nieuwe grachten.

## Verval en afbraak

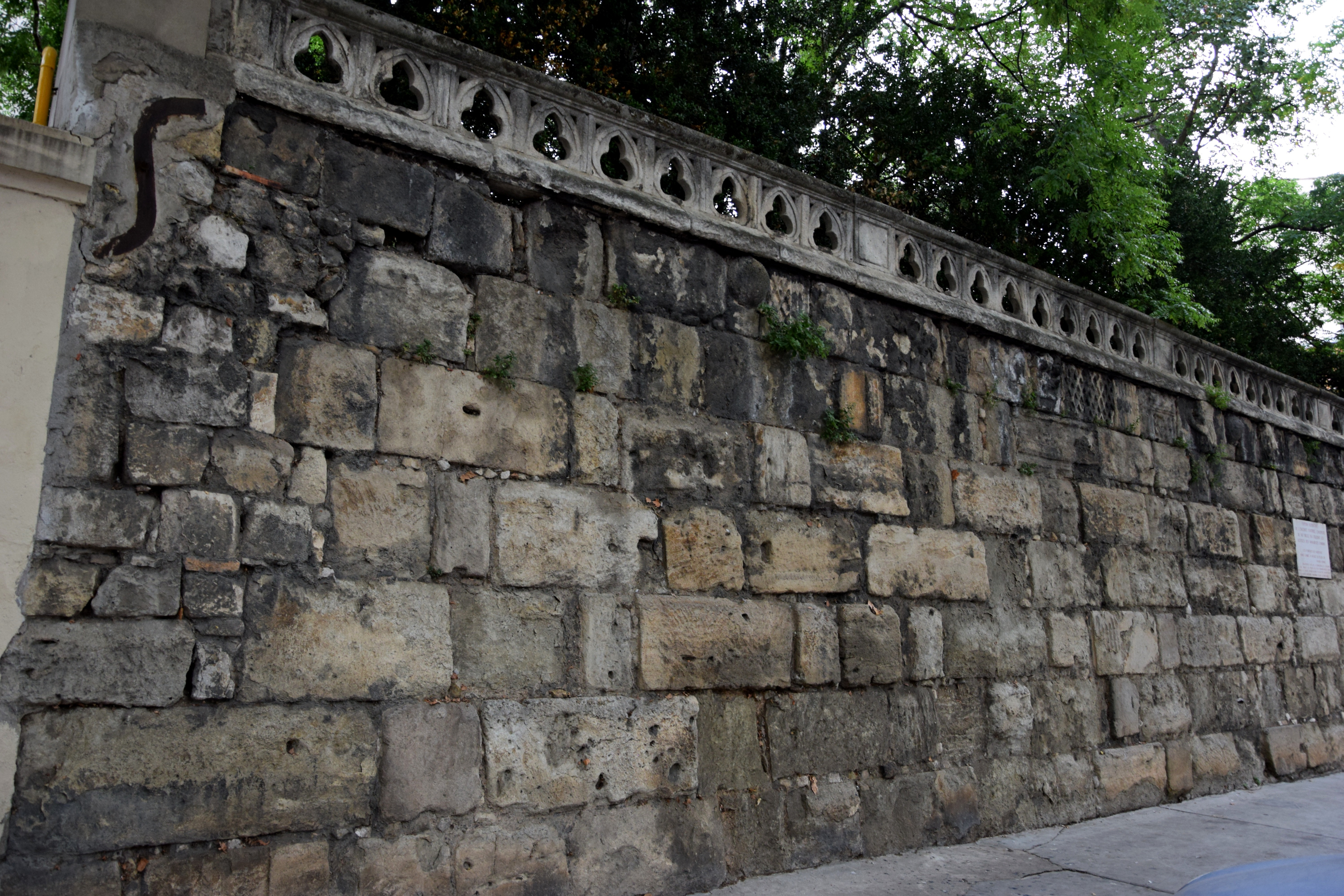
Een van de overblijvende delen van de stadsomwalling, hier aan Boulevard de Montmorency

Na de Vrede van de Pyreneeën (1659) waarbij de Roussillon Frans werd, verloor de vestigstad Narbonne haar strategische positie. De vestingwerken werden steeds minder onderhouden en niet meer gemoderniseerd. Er werden wel twee nieuwe stadspoorten gebouwd langs de Robine aan het einde van de 17e eeuw: de Porte Neuve en de Porte Sainte-Catherine. Door de economische stilstand van de stad in de 18e eeuw bleef de bebouwing grotendeels beperkt tot binnen de stadsmuren. De aarden buitenwerken verdwenen stilaan in het landschap. De stadspoorten werden aangepast om een vlotter verkeer te waarborgen. Toen de Robine werd aangesloten op het Canal du Midi steeg de waterstand en moesten de stadsmuren aangepast worden.
In de tweede helft van de 19e eeuw begon de economie van de stad snel te groeien en met haar de bevolking. De stadsmuren werden als hinderlijk beschouwd voor de uitbreiding van de stad. Maar pas na 1867, toen Napoleon III Narbonne schrapte als vestingstad, konden plannen gemaakt worden voor de afbraak. Het jaar erop kocht het gemeentebestuur de vestingwerken van de Franse staat en werd begonnen met de afbraak. De Commission Archéologique et Littéraire de Narbonne gelastte om de stadsomwalling te fotograferen voor de afbraak en recupereerde honderden antieke stenen met opschriften en halfreliëfs die gebruikt waren tijdens de bouw van de stadsmuren. In de voormalige kerk Notre-Dame de Lamourguier werd voor deze stenen een museum ingericht. Tegen 1884 was de afbraak klaar en op de plaats van de omwalling kwamen boulevards.